# Kreidach
Kreidach ist ein Ortsteil der Gemeinde Wald-Michelbach im südhessischen Landkreis Bergstraße. Das Ortsbild wird vom Viadukt der ehemaligen Bahnlinie, die von Mörlenbach bis nach Wahlen führte, maßgeblich geprägt.

## Geographie
Kreidachh liegt auf 319 m ü. NHN im Westen des Gemeindegebiets von Wald-Michelbach in einem Tal des Buntsandstein-Odenwald, ca. 14 km südöstlich von Heppenheim und 1,7 km südwestlich der Gemeindeverwaltung in Wald-Michelbach. Das Gebiet des Ortsteils besteht aus der Gemarkung Kreidach mit einer Fläche von 301 Hektar, davon sind 99 Hektar Wald. Die Ortslage befindet sich auf 305 bis 378 m ü. NHN und der höchste Punkt liegt mit 534 m ganz im Süden der Gemarkung. Kreidach ist geteilt in Oberdorf und Unterdorf und liegt im Quellgebiet des Mörlenbachs, einem linken östlichen Zufluss der Weschnitz. Zwischen Kreidach und Wald-Michelbach erhebt sich die 423 Meter hohe Kreidacher Höhe, die als Passhöhe den einzigen Übergang vom Vorderen Odenwald in den südlichen Überwald bietet.
An den Ortsteil Kreidach grenzen, von Norden beginnend, im Uhrzeigersinn, im Norden und Osten der Weiler Stallenkandel und die Kerngemeinde Wald-Michelbach, im Süden Wald-Michelbach-Siedelsbrunn und im Westen Abtsteinach-Ober-Abtsteinach und Mackenbach sowie Mörlenbach-Vöckelsbach. Durch den Ort verläuft die Landesstraße 3120, die Mörlenbach mit der Kreidacher Höhe verbindet, wo sie auf die L 535 (Wald-Michelbach – Abtsteinach) trifft.

## Geschichte

### Von den Anfängen bis zum 18. Jahrhundert
Kreidach entstand im Gebiet der ehemaligen Mark Heppenheim, einem Verwaltungsbezirk des Frankenreichs. Am 20. Januar 773 schenkte Karl der Große die Stadt Heppenheim nebst der ausgedehnten Mark Heppenheim dem Reichskloster Lorsch. Der Blütezeit des Klosters Lorsch, in dessen Gebiet Kreidach lag, folgte im 11. und 12. Jahrhundert sein Niedergang. 1232 wurde Lorsch dem Erzbistum Mainz unterstellt. Nach langen Streitigkeiten konnten sich die Kurpfalz und das Erzbistum Mainz Anfang des 14. Jahrhunderts über das Erbe aus dem Lorscher Abtei einigen und die Pfälzer Teile, darunter auch Kreidach, wurden durch die Amtsvogtei Lindenfels verwaltet.
Die erste Erwähnung des Ortes findet der sich unter dem Namen Crutehe 1287, als die Herren von Strahlenberg die Hälfte des Ortes besaßen. Über die Jahrhunderte folgt eine bewegte Geschichte der Grund- und Hoheitsrechte. Im 14. Jahrhundert hatte das Haus Ertligheim den Ort von der Kurpfalz zum Lehen. Bis 1509 hatte auch die Schenken von Erbach Rechte an dem Dorf, die aber im Tausch mit dem Dorf Hetzbach bei Beerfelden an die Kurpfalz gingen.
Nach dem Aussterben des Hauses Ertligheim kam das Lehen an die Landschad von Steinach und im Dreißigjährigen Krieg an den General von der Horst. 1684 kam es an den Grafen Kastell, der es bald auch als Pfandschaft erhielt, in die nachher Graf Johann Andreas von Hamilton eintrat, der sein Recht 1698 an den Oberkriegskommissar Lothar Friedrich von Hundheim verlieh, welcher es 1700 von Neuem als Lehen erhielt.
In den Anfängen der Reformation sympathisierten die pfälzischen Herrscher offen mit dem lutherischen Glauben, aber erst unter Ottheinrich, Kurfürst von 1556 bis 1559, erfolgte der offizielle Übergang zur lutherischen Lehre. Danach wechselten seine Nachfolger und gezwungenermaßen auch die Bevölkerung mehrfach zwischen der lutherischen, reformierten und calvinistischen Religion. Nach der Reformation wurde die bestehende Kirche in Wald-Michelbach durch die Reformierten benutzt, während die Katholiken 1739 eine eigene dem Heiligen Lorenz geweihte Kirche bauten. Die Lutheraner richteten sich 1780 eine Kirche in ihrem Schulhaus ein. Die Orte der Zent wurden Filialen der Pfarreien in Wald-Michelbach.
1613 wurden 13 Huben und 12 Hausgesäße gezählt, von denen 6½ Hans Ulrich, Landschaden von Steinach mit Zins und Gülten von der Kurpfalz zum Lehen hatte und der den Schultheißen des Ortes einsetzte. Den großen und kleinen Zehnten bezog die Kurmainzische Hofkammer Names des Klosters Lorsch.
Am Ende des Dreißigjährigen Kriegs (1648) dürfte der Ort wie das benachbarte Siedelsbrunn fast menschenleer gewesen sein. 
Bis 1737 unterstand die „Amtsvogtei Lindenfels“ dem Oberamt Heidelberg, danach wurde sie ein selbständiges Oberamt. Die Gerichtsbarkeit und die hoheitliche Verwaltung über Kreidach lagen bei der Zent Waldmichelbach des Oberamts Lindenfels der „Pfalzgrafschaft bei Rhein“ (im „Kurfürstentum Pfalzbayern“ ab 1777).
1784 wurden 14 Häuser gezählt und die Gemarkung enthielt 453 Morgen Äcker, 154 Morgen Wiesen, 22 Morgen Gärten, 100 Morgen Weide und 170 Morgen Wald. Von dem Wald gehören 118 Morgen der Gemeinde, der Rest zu den Hubengütern. Daneben gab es 800 Morgen Wald der gemeinschaftlich durch die Zent Wald-Michelbach genutzt wurde. Es gab einen Kurfürstlichen Förster, der sowohl über diese, als auch über alle anderen Waldungen der Zent Wald-Michelbach und der Zent Hammelbach die Aufsicht hatte.

### Vom 19. Jahrhundert bis heute
Mit dem Reichsdeputationshauptschluss vom Februar 1803 erhielt die Landgrafschaft Hessen-Darmstadt, als Ausgleich für verlorene rechtsrheinische Gebiete, unter anderem Teile der aufgelösten Fürstentümer Kurmainz, Kurpfalz und des Worms zugesprochen. Das Oberamt Lindenfels und mit ihm Kereidach kamen somit an Hessen-Darmstadt. Dort wurde das Oberamt vorläufig als hessische Amtsvogtei weitergeführt. 1806 erhob Napoléon die Landgrafschaft Hessen-Darmstadt, gegen den Beitritt zum Rheinbund und Stellung hoher Militärkontingente an Frankreich, zum Großherzogtum.
1812 wurde der Amtsbereich des „Amts Lindenfels“ aufgeteilt und Kreidach wurde dem neu gegründeten Amt Waldmichelbach zugewiesen, das vorher als Zent fungiert hatte. Die übergeordnete Verwaltungsbehörde war der „Regierungsbezirk Darmstadt“, der seit 1803 auch als „Fürstentum Starkenburg“ bezeichnet wurde. 1816 wurden im Großherzogtum Provinzen gebildet. Dabei wurde das vorher als „Fürstentum Starkenburg“ bezeichnete Gebiet, das aus den südlich des Mains gelegenen alten hessischen und den ab 1803 hinzugekommenen rechtsrheinischen Territorien bestand, in „Provinz Starkenburg“ umbenannt.
1821 wurden im Rahmen einer umfassenden Verwaltungsreform die Amtsvogteien in den Provinzen Starkenburg und Oberhessen des Großherzogtums aufgelöst und Landratsbezirke eingeführt, wobei Kreidach zum Landratsbezirk Lindenfels kam. Im Rahmen dieser Reform wurden auch Landgerichte geschaffen, die jetzt unabhängig von der Verwaltung waren. Deren Gerichtsbezirke entsprachen in ihrem Umfang den Landratsbezirken. Für den Landratsbezirk Lindenfels war das Landgericht Fürth als Gericht erster Instanz zuständig. Diese Reform ordnete auch die Verwaltung auf Gemeindeebene neu. So war die Bürgermeisterei in Siedelsbrunn auch für Kreidach zuständig. Entsprechend der Gemeindeverordnung vom 30. Juni 1821 gab es keine Einsetzungen von Schultheißen mehr, sondern einen gewählten Ortsvorstand, der sich aus Bürgermeister, Beigeordneten und Gemeinderat zusammensetzte.
1832 wurden Kreise geschaffen. Nach der am 20. August 1832 bekanntgegebenen Neugliederung sollte es in Süd-Starkenburg künftig nur noch die Kreise Bensheim und Lindenfels geben; der Landratsbezirk von Heppenheim sollte in den Kreis Bensheim fallen. Noch vor dem Inkrafttreten der Verordnung zum 15. Oktober 1832 wurde diese aber dahingehend revidiert, dass statt des Kreises Lindenfels neben dem Kreis Bensheim der Kreis Heppenheim als zweiter Kreis gebildet wurde, zu dem nunmehr Kreidach gehörte.
Am 31. Juli 1848 wurden die Kreise und die Landratsbezirke des Großherzogtums abgeschafft und durch Regierungsbezirke ersetzt, wobei die bisherigen Kreise Bensheim und Heppenheim zum Regierungsbezirk Heppenheim vereinigt wurden. Bereits vier Jahre später, im Laufe der Reaktionsära, kehrte man aber zur Einteilung in Kreise zurück und Kreidach wurde Teil des neu geschaffenen Kreises Lindenfels.
Die im Dezember 1852 aufgenommenen Bevölkerungs- und Katasterlisten ergaben für Kreidach: Reformatorisches Filialdorf mit 261 Einwohnern und drei Mühlen. Die Gemarkung besteht aus 1208 Morgen, davon 637 Morgen Ackerland, 234 Morgen Wiesen und 317 Morgen Wald.
In den Statistiken des Großherzogtums Hessen werden, bezogen auf Dezember 1867, für das Filialdorf Kreidach bestehend aus ober- und Unterkreidach mit der Bürgermeisterei Siedelsbrunn, 42 Häuser, 285 Einwohnern, der Kreis Lindenfels, das Landgericht Wald-Michelbach, die evangelische reformierte Pfarrei Wald-Michelbach des Dekanats Lindenfels und die katholische Pfarrei Wald-Michelbach des Dekanats Heppenheim, angegeben.
Im Jahre 1874 wurde eine Anzahl von Verwaltungsreformen im Großherzogtum beschlossen. So wurden die landesständige Geschäftsordnung sowie die Verwaltung der Kreise und Provinzen durch Kreis- und Provinzialtage geregelt. Die Neuregelung trat am 12. Juli 1874 in Kraft und verfügte auch die Auflösung der Kreise Lindenfels und Wimpfen und die Wiedereingliederung von Kreidach in den Kreis Heppenheim.
In der Zeit vor dem Ersten Weltkrieg mit der beginnenden Industrialisierung werden für Kreidach folgende Ereignisse berichtet:
- 1890 der Bau der Staatsstraße, die vom Neckar in Neckarsteinach über Abtsteinach und Siedelsbrunn bis zur Kreidacher Höhe führt.
- In den Jahren 1896 bis 1900 wird das Bahnviadukt der 1901 in Betrieb genommenen Überwaldbahn errichtet.
- Der älteste Verein des Ortes wird 1905 mit dem „Männergesangverein Liederkranz“ gegründet.

1920 erhielt Kreidach Anschluss an die elektrische Versorgung.
Die hessischen Provinzen Starkenburg, Rheinhessen und Oberhessen wurden 1937 nach der 1936 erfolgten Auflösung der Provinzial- und Kreistage aufgehoben. Zum 1. November 1938 trat dann eine umfassende Gebietsreform auf Kreisebene in Kraft. In der ehemaligen Provinz Starkenburg war der Kreis Bensheim besonders betroffen, da er aufgelöst und zum größten Teil dem Kreis Heppenheim zugeschlagen wurde. Der Kreis Heppenheim übernahm auch die Rechtsnachfolge des Kreises Bensheim und erhielt den neuen Namen Landkreis Bergstraße.
Im Jahr 1961 wurde die Gemarkungsgröße mit 302 ha angegeben, davon waren 99 ha Wald.
Im Zuge der Gebietsreform in Hessen wurde die bis dahin selbständige Gemeinde Kreidach am 1. Oktober 1971 auf freiwilliger Basis in die Gemeinde Wald-Michelbach eingemeindet. Für Kreidach wurde ein Ortsbezirk eingerichtet.
1971 erhielt der Ort einen Kindergarten und 1975 wurde das Mehrzweckhaus eingeweiht, in dem auch der kommunale Kindergarten und die Feuerwehr untergebracht sind.

### Gerichtszugehörigkeit in Hessen
Für Rechtsprechung der ersten Instanz war anfangs das Amt Lindenfels und ab 1813 das neu gebildete Justizamt in Fürth zuständig. Das Hofgericht Darmstadt war für normale bürgerliche Streitsachen Gericht der zweiten Instanz, für standesherrliche Familienrechtssachen und Kriminalfälle die erste Instanz. Übergeordnet war das Oberappellationsgericht Darmstadt. Mit Einrichtung der Landgerichte im Großherzogtum Hessen war ab 1821 das Landgericht Fürth das Gericht erster Instanz. 1853 wurde daraus ein neuer Landgerichtsbezirk ausgegliedert, das Landgericht Waldmichelbach, zu dem auch Kreidach gehörte.
Anlässlich der Einführung des Gerichtsverfassungsgesetzes mit Wirkung vom 1. Oktober 1879, infolge derer die bisherigen großherzoglichen Landgerichte durch Amtsgerichte an gleicher Stelle ersetzt wurden, während die neu geschaffenen Landgerichte nun als Obergerichte fungierten, wurde nun das Amtsgericht Wald-Michelbach im Bezirk des Landgerichts Darmstadt zuständig.
1943 wurde der Amtsgerichtsbezirk Wald-Michelbach kriegsbedingt vorübergehend aufgelöst, dem Amtsgericht Fürth zugeordnet und dort als Zweigstelle geführt, was nach dem Krieg wieder rückgängig gemacht wurde. Zum 1. Juli 1968 wurde dann das Amtsgericht Wald-Michelbach aufgelöst, womit Kreidach endgültig in die Zuständigkeit des Amtsgerichts Fürth kam.

### Historische Beschreibungen
Im Versuch einer vollständigen Geographisch-Historischen Beschreibung der Kurfürstl. Pfalz am Rheine findet sich 1786 über Kreidach:

»Ist auch ein geringes Dorf von 14 Häusern, und liegt vier Stunden von Lindenfels südwärts; hat zu Nachbaren gegen Ost Wald-Michelbach, gegen Süd Siedelsbrunn; gegen West das folgende Dörflein Vöckelsbach, und gegen Norden den Hof Mengelmoß. […] Durch das Dorf laufet die zu Siegelsbrunn entspringende Kirbisbach, nimmt ein anders kleines Bächlein auf, treibet drei Mahlmühlen, flieset nach dem Kurmainzischen Dorfe Weiher, und fällt daselbst in die Mörlenbach.«

Die Statistisch-topographisch-historische Beschreibung des Großherzogthums Hessen berichtet 1829 über Kreidach:

»Kreidach (L. Bez. Lindenfels) reform. Filialdorf, liegt 2 1⁄2 St. von Lindenfels und hat 27 Häuser und 231 Enw. die bis auf 12 Luth. und 3 Kath. reformirt sind. Darunter sind 22 Bauern und Taglöhner und 13 Handwerker. Man findet 3 Mahl- und 1 Oelmühle. In einer Strahlenbergischen Urkunde von 1287 wird der Ort Crutehe und in dem alten Zinsbuch 1369 Crudech genannt. Die Herrn von Strahlenberg besaßen Anfangs die Hälfte dieses Orts. Im 14 Jahrhundert waren die Erlikheim genannt Hornbach von Churpfalz damit belehnt und nach vielem Wechsel kam Kreidach endlich an die Freiherrn von Hundheim. Das Haus Erbach hatte hier auch Gefälle zu beziehen, welche aber schon 1509 an Churpfalz gekommen waren. Im Jahr 1802 kam der Ort von Churpfalz an Hessen.«

Im Neuestes und gründlichstes alphabetisches Lexicon der sämmtlichen Ortschaften der deutschen Bundesstaaten von 1845 heißt es:

»Kreidach bei Lindenfels. – Dorf, zur evangel., resp. kathol. Pfarrei Waldmichelbach gehörig. – 27 H. 231 (meistens reform.) E. – Großherzogthum Hessen. – Provinz Starkenburg. – Kreis Heppenheim. – Landger. Fürth. – Hofgericht Darmstadt. – Das Dorf Kreidach hat 1 Oel- und 3 Mahlmühlen und ist im J. 1802 von Churpfalz an Hessen übergegangen.«

Philipp Alexander Ferdinand Walther gibt in Das Großherzogthum Hessen nach Geschichte, Land, Volk, Staat und Oertlichkeit für Ende 1852 folgendes an:

»Kreidach, ref. Fld. mit 261 Einw. und 3 Mühlen, kommt in Urkunden des 13. und 14. Jahrh. unter den Namen Crutehe und Crudech vor und wurde von Kurpfalz zu Lehen gegeben. Die Gefälle, welche Erbach bezog, waren 1509 auch schon an Kurpfalz gekommen. 1802 wurde es Hessisch. Gem. 1208 M. (637 A., 234 Wi., 317 Wa.)«

## Bevölkerung

### Einwohnerstruktur 2011
Nach den Erhebungen des Zensus 2011 lebten am Stichtag dem 9. Mai 2011 in Kreidach 444 Einwohner. Darunter waren 12 (2,7 %) Ausländer. Nach dem Lebensalter waren 75 Einwohner unter 18 Jahren, 159 waren zwischen 18 und 49, 114 zwischen 50 und 64 und 93 Einwohner waren älter. Die Einwohner lebten in 201 Haushalten. Davon waren 87 Singlehaushalte, 69 Paare ohne Kinder und 63 Paare mit Kindern, sowie 9 Alleinerziehende und 3 Wohngemeinschaften. 

### Einwohnerentwicklung
| • 1613: | 12 Hausgesesse |

| Kreidach: Einwohnerzahlen von 1829 bis 2023 | Kreidach: Einwohnerzahlen von 1829 bis 2023 | Kreidach: Einwohnerzahlen von 1829 bis 2023 | Kreidach: Einwohnerzahlen von 1829 bis 2023 | Kreidach: Einwohnerzahlen von 1829 bis 2023 |
| --- | ------------------------------------------- | ------------------------------------------- | ------------------------------------------- | ------------------------------------------- |
| Jahr |                                             |                                             |                                             | Einwohner                                   |
| 1829 | 1829                                        |                                             | 231                                         | 231                                         |
| 1834 | 1834                                        |                                             | 268                                         | 268                                         |
| 1840 | 1840                                        |                                             | 306                                         | 306                                         |
| 1846 | 1846                                        |                                             | 305                                         | 305                                         |
| 1852 | 1852                                        |                                             | 251                                         | 251                                         |
| 1858 | 1858                                        |                                             | 244                                         | 244                                         |
| 1864 | 1864                                        |                                             | 255                                         | 255                                         |
| 1871 | 1871                                        |                                             | 284                                         | 284                                         |
| 1875 | 1875                                        |                                             | 303                                         | 303                                         |
| 1885 | 1885                                        |                                             | 281                                         | 281                                         |
| 1895 | 1895                                        |                                             | 263                                         | 263                                         |
| 1905 | 1905                                        |                                             | 279                                         | 279                                         |
| 1910 | 1910                                        |                                             | 313                                         | 313                                         |
| 1925 | 1925                                        |                                             | 303                                         | 303                                         |
| 1939 | 1939                                        |                                             | 270                                         | 270                                         |
| 1946 | 1946                                        |                                             | 383                                         | 383                                         |
| 1950 | 1950                                        |                                             | 408                                         | 408                                         |
| 1956 | 1956                                        |                                             | 366                                         | 366                                         |
| 1961 | 1961                                        |                                             | 357                                         | 357                                         |
| 1967 | 1967                                        |                                             | 381                                         | 381                                         |
| 1970 | 1970                                        |                                             | 400                                         | 400                                         |
| 1980 | 1980                                        |                                             | ?                                           | ?                                           |
| 1990 | 1990                                        |                                             | ?                                           | ?                                           |
| 2005 | 2005                                        |                                             | 490                                         | 490                                         |
| 2011 | 2011                                        |                                             | 444                                         | 444                                         |
| 2015 | 2015                                        |                                             | 449                                         | 449                                         |
| 2020 | 2020                                        |                                             | 417                                         | 417                                         |
| 2023 | 2023                                        |                                             | 415                                         | 415                                         |
| Datenquelle: Historisches Gemeindeverzeichnis für Hessen: Die Bevölkerung der Gemeinden 1834 bis 1967. Wiesbaden: Hessisches Statistisches Landesamt, 1968. Weitere Quellen: LAGIS; nach 1970: Gemeinde Wald-Michelbach; Zensus 2011 |                                             |                                             |                                             |                                             |

### Historische Religionszugehörigkeit
Im Jahr 1961 wurden 365 evangelische (74,12 %) und 92 katholische (25,77 %) Christen gezählt.

## Politik
Ortsbeirat
Für Kreidach besteht ein Ortsbezirk (Gebiete der ehemaligen Gemeinde Kreidach) mit Ortsbeirat und Ortsvorsteher, nach Maßgabe der §§ 81 und 82 HGO und des Kommunalwahlgesetzes in der jeweils gültigen Fassung gebildet. Der Ortsbeirat besteht aus fünf Mitgliedern. Bei den Kommunalwahlen in Hessen 2021 betrug die Wahlbeteiligung zum Ortsbeirat Kreidach 64,02 %. Alle Kandidaten gehörten der Kreidacher Liste an. Der Ortsbeirat wählte Klaus Fuhr zum Ortsvorsteher.

## Kultur und Sehenswürdigkeiten
Ein historisches Fachwerkhaus aus dem Jahre 1640, ehemals zur Hofreite Germannshof gehörig, wurde in Laudenau sachkundig abgebaut und 2008 auf das Grundstück Mörlenbacher Straße 15 a in Kreidach unter fachgerechter Wiederherstellung des alten Gefüges transloziert. Dabei behielt das Gebäude seine Eigenschaft als Baudenkmal.
Die älteste Bauurkunde der Brauerei Gärtner ist mit 1576 datiert. Der Doppeltorbogen der Brauerei Öhlschläger geht auf das Jahr 1632 zurück.

## Verkehr und Infrastruktur
Durch den Ort verläuft die Landesstraße L 3120, die von Mörlenbach im Nordwesten über Weiher talaufwärts bis Kreidach führt und dann kurvenreich in östlicher Richtung die Kreidacher Höhe gewinnt, um dann in die Kerngemeinde Wald-Michelbach hinunter zu führen. Auf der Kreidacher Höhe münden in diese Straße von Siedelsbrunn im Süden die L 535 ein und von Stallenkandel im Nordwesten die L 3409.
Kreidach wird auf drei Seiten, von Nordwesten über Süden bis Südosten, von der seit 1994 endgültig stillgelegten, aber denkmalgeschützten Überwaldbahn umkurvt, die hier eine Station hatte. Auch zwei der spektakulärsten Bauwerke der Bahnstrecke, das 80 Meter lange Kreidacher Viadukt und der 679 Meter lange Waldmichelbacher Tunnel unter der Kreidacher Höhe liegen hier.